# 対岸の彼女
『対岸の彼女』（たいがんのかのじょ）は、角田光代の小説である。『別冊文藝春秋』（文藝春秋）にて248号（2003年11月号）から252号（2004年7月号）まで全6回連載された。第132回直木三十五賞受賞作。
WOWOWのドラマWで2006年1月15日にテレビドラマ化された。主演は夏川結衣、財前直見。

## テレビドラマ
平成18年度芸術祭テレビ部門（ドラマの部）優秀賞受賞、第32回放送文化基金賞番組部門テレビドラマ番組賞受賞。

### 出演者
- 田村小夜子：夏川結衣
- 楢橋葵（現在）：財前直見
- 野口魚子：多部未華子
- 楢橋葵（高校時代）：石田未来
- 田村修二：堺雅人
- 中里典子：根岸季衣
- 楢橋静子：木村多江
- 楢橋文雄：香川照之
- 田村あかり：吉田里琴
- 岩淵：野波麻帆
- 長谷川：山本浩二
- 山口：国分佐智子

### スタッフ
- 監督：平山秀幸
- 脚本：神山由美子、藤本匡介
- 音楽：長谷部徹